# 자유곱
추상대수학에서 자유곱(自由곱, 영어: free product)은 주어진 두 대수 구조를 포함하는 "가장 일반적인" 대수 구조이다. 대수 구조 다양체에서의 쌍대곱이다. 융합된 자유곱(融合된自由곱, 영어: amalgamated free product)은 주어진 두 대수 구조를 포함하되, 주어진 "공통 부분"을 이어 붙이는 가장 일반적인 대수 구조이다. 자유곱의 개념을 일반화하며, 대수 구조 다양체에서의 밂을 이룬다.

## 정의

### 자유곱
자유곱은 대수 구조 다양체에서의 쌍대곱이다. 구체적으로, 연산 {\displaystyle \{f_{i}\}_{i\in I}}를 갖는 대수 구조 다양체 {\displaystyle {\mathcal {V}}} 속의
두 대수 구조 {\displaystyle A,B\in {\mathcal {V}}}의 자유곱 {\displaystyle A*B}은 다음과 같다. 우선, 집합 {\displaystyle A\sqcup B}로 생성되는 자유 대수 {\displaystyle F(A\sqcup B)\in {\mathcal {V}}}를 생각하자. 이제, {\displaystyle A}에서 성립하는 모든 대수적 관계
{\displaystyle p(a_{1},a_{2},\dots ,a_{n})=p'(a'_{1},p'_{2},\dots ,p'_{n'})}
와 {\displaystyle B}에서 성립하는 모든 대수적 관계
{\displaystyle q(b_{1},b_{2},\dots ,b_{k})=q'(b'_{1},b'_{2},\dots ,b'_{k'})}
들의 집합을
{\displaystyle {\mathcal {I}}\subseteq F(A\sqcup B)^{2}}
라고 하고, {\displaystyle {\mathcal {I}}}를 포함하는 최소의 합동 관계를
{\displaystyle {\sim }\subseteq F(A\sqcup B)^{2}}
이라고 하자. 그렇다면
{\displaystyle A*B=F(A\sqcup B)/{\sim }\in {\mathcal {V}}}
이다.

### 융합된 자유곱
융합된 자유곱은 대수 구조 다양체에서의 밂이다. 구체적으로, 연산 {\displaystyle \{f_{i}\}_{i\in I}}를 갖는 대수 구조 다양체 {\displaystyle {\mathcal {V}}} 속의 두 준동형
{\displaystyle f\colon C\to A}
{\displaystyle g\colon C\to B}
의 융합된 자유곱 {\displaystyle A*_{C}B}는 다음과 같다. 자유곱 {\displaystyle A*B} 위에서,
{\displaystyle [f(c)]_{\sim }\sim '[g(c)]_{\sim }\qquad \forall c\in C}
를 만족하는 최소의 동치 관계를
{\displaystyle \sim '\subseteq (A*B)^{2}}
라고 하자. 그렇다면, {\displaystyle \sim '}은 합동 관계이며,
{\displaystyle A*_{C}B=(A*B)/{\sim '}\in {\mathcal {V}}}
이다.

## 예

### 군의 자유곱
군의 대수 구조 다양체에서, 2차 순환군
{\displaystyle \operatorname {Cyc} (2)=\langle S|S^{2}=1\rangle }
및 3차 순환군
{\displaystyle \operatorname {Cyc} (3)=\langle U|U^{3}=1\rangle }
을 생각하자. 그렇다면, 두 순환군의 자유곱은 다음과 같은 모듈러 군이다.
{\displaystyle \operatorname {Cyc} (2)*\operatorname {Cyc} (3)=\langle S,U|S^{2}=U^{3}=1\rangle }
이 경우, 보통 {\displaystyle S^{-1}U=T}로 정의한다.
무한 정이면체군
{\displaystyle \operatorname {Dih} (\infty )=\langle r,s\mid s^{2}=(rs)^{2}=1\rangle }
은 다음과 같이 자유곱으로 나타내어진다.
{\displaystyle \operatorname {Dih} (\infty )=\operatorname {Cyc} (2)*\operatorname {Cyc} (2)}

### 환의 자유곱
환의 대수 구조 다양체에서, 환 {\displaystyle \mathbb {Z} [x]}와 {\displaystyle \mathbb {Z} [y]}의 자유곱은 비가환 다항식환
{\displaystyle \mathbb {Z} [x]*\mathbb {Z} [y]=\mathbb {Z} \langle x,y\rangle }
이다. 이는 텐서 대수 {\displaystyle T(\mathbb {Z} ^{2})}와 동형이다.

### 가환환의 자유곱
가환환의 자유곱은 환으로서의 자유곱의 가환화와 같다.
가환환의 대수 구조 다양체에서, 가환환 {\displaystyle \mathbb {Z} [x]}와 {\displaystyle \mathbb {Z} [y]}의 자유곱은 다항식환
{\displaystyle \mathbb {Z} [x]*\mathbb {Z} [y]=\mathbb {Z} [x,y]}
이다.

### 자유곱이 자명한 대수
아벨 군 또는 환 {\displaystyle R} 위의 (왼쪽) 가군의 경우, 유한 자유곱은 직접곱과 일치한다. 이는 이들 범주가 아벨 범주이기 때문이다.
집합의 대수 구조 다양체에서 자유곱은 분리합집합 {\displaystyle \sqcup }이다. 이는 집합의 범주에서는 모든 대수적 관계가 {\displaystyle s=s} 꼴로 자명하기 때문이다.

## 같이 보기
- 쌍대곱
- 보편 성질